# Світовий банк
Світови́й банк — кредитно-фінансова установа, заснована 1945 року, є однією з найбільших у світі, що надає допомогу з метою розвитку. Банк, який надав у фінансовому 2002 році країнам-клієнтам позики на загальну суму $ 19,5 млрд. США, в цей час здійснює свою діяльність більш ніж у 100 країнах, що розвиваються, надаючи фінансову й консультаційну допомогу з метою підвищення рівня життя і його поліпшення серед найбіднішого населення. Банк розробляє стратегії допомоги для кожної зі своїх країн-клієнтів у співробітництві з державними органами, неурядовими організаціями й приватним сектором. Представництва Банку в різних країнах світу займаються реалізацією його програм, підтримують зв'язок з урядом і громадянським суспільством, сприяють більш глибокому розумінню проблем розвитку.
Світовий банк відрізняється від Групи Світового банку тим, що до Світового банку входять лише дві інституції — Міжнародний банк реконструкції та розвитку (МБРР) та Міжнародна асоціація розвитку (МАР), в той час як до Групи Світового банку входять, крім двох названих, ще три інституції: Міжнародна фінансова корпорація (МФК), Багатостороння агенція з гарантій інвестицій (БАГІ) та Міжнародний центр з урегулювання інвестиційних спорів (МЦУІС).
Усі п'ять організацій входять до Групи організацій Світового банку. В окремих випадках під Світовим банком розуміється Міжнародний банк реконструкції та розвитку, який досі складає основу діяльності Світового банку.

## Історія створення і розвитку

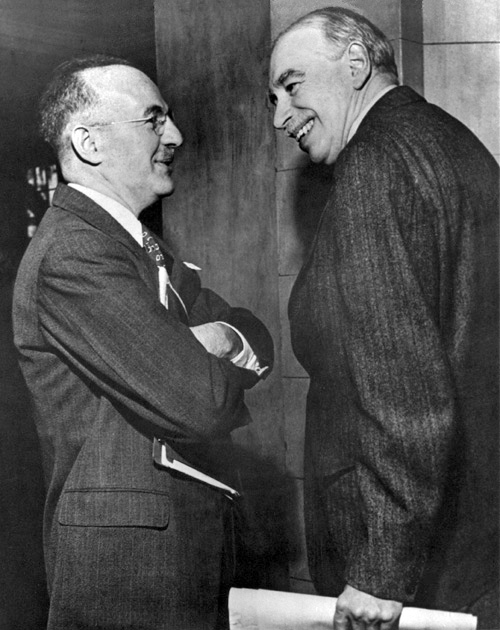
Джон Мейнард Кейнс (праворуч), що представляв Велику Британію, і Гаррі Декстер Вайт, що представляв США, на Бреттон-Вудській конференції

Формування Групи Світового банку розпочали рішенням Бреттон-Вудської конференції про заснування МБРР водночас з МВФ. Ці два інститути тісно пов'язані між собою за основними цілями, а також організаційно. Так, членом МБРР може стати тільки учасник МВФ. Структурно вони обидва входять до системи ООН.
Радянський Союз був одним з активних учасників Конференції, однак згодом відмовився від участі в діяльності Міжнародного валютного фонду і Світового банку, тому що відповідно до статуту не мав можливості впливати на прийняті рішення, на відміну від Сполучених Штатів Америки.
На перших етапах своєї діяльності з 1945 по 1968 рр. Світовий банк не здійснював активного кредитування внаслідок підвищених вимог до позичальників. Під керівництвом першого президента банку Джона Макклоя (John McCloy) першою позичальницею обрали Францію, якій видали кредит сумою 250 млн доларів США. Причому умовою надання Франції кредиту була неучасть у коаліційному уряді комуністів. Два інших претенденти — Польща та Чилі — допомоги не отримали. Надалі Світовий банк брав активну участь у кредитуванні країн Західної Європи, яка активно відновлювала зруйновану Другою світовою війною економіку, реалізуючи план Маршалла. Фінансування цього плану значною мірою йшло по лінії Світового банку.
Спочатку діяльність МБРР була пов'язана з кредитуванням розвинутих країн, у першу чергу європейських, що постраждали під час Другої світової війни. Після відбудови їхньої економіки, а також внаслідок появи великої групи нових держав, що звільнилися від колоніальної залежности, мета й функції МБРР змінюються. Постає необхідність створити інститут, структурно пов'язаний з банком, який би зосередився на допомозі країнам, що розвиваються. З цією метою в 1956 р. утворили Міжнародну фінансову корпорацію.
Для сприяння економічним перебудовам у найменш розвинутих країнах у 1960 р. розпочала діяльність Міжнародна асоціація розвитку.
У 1968—1980 рр. діяльність Світового банку була спрямована на допомогу країнам, що розвиваються. Збільшувалися обсяги та структура наданих кредитів, охоплюючи різні галузі економіки — від інфраструктури до розв'язання соціальних питань. У цей період на посаді керівника Світового банка був Роберт Макнамара. Спираючись на свій досвід керівної роботи як Міністра оборони США та президента компанії Форд, він привніс у його діяльність технократичний стиль управління. Макнамара створив нову систему надання інформації потенційними країнами-позичальниками, що дозволяло скоротити час на ухвалення рішення про умови надання кредиту.
У 1980 році, за поданням тодішнього президента США Рональда Рейгана, Макнамара на посту президента Світового банку змінив Клаузен (A. W. Clausen). У цей період фінансову допомогу надавали в основному країнам третього світу. Для періоду 1980—1989 рр. характерна політика, спрямована на скорочення залежности економік країн третього світу від зовнішніх кредитів. Така політика призвела до скорочення кредитів, що надаються на вирішення соціальних завдань. З 1989 р. політика Світового банку зазнала суттєвих змін під впливом критики різних недержавних організацій, зокрема, пов'язаних з охороною довкілля. У результаті відбулося суттєве зростання кількості напрямків та завдань, що фінансувались коштами Світового банку.

### Президенти Світового банку
| Президент                                    | Час на посаді                       |
| -------------------------------------------- | ----------------------------------- |
| Юджин Мейєр (Eugene Meyer)                   | липень 1946 — грудень 1946          |
| Джон Макклой (John Jay McCloy)               | березень 1947 — червень 1949        |
| Юджин Р. Блек (Eugene Robert Black)          | липень 1949 — грудень 1962          |
| Джордж Д. Вудс (George D. Woods)             | січень 1963 — березень 1968         |
| Роберт С. Макнамара (Robert S. McNamara)     | квітень 1968 — червень 1981         |
| Елден В. Клозен (Alden W. Clausen)           | липень 1981 — червень 1986          |
| Барбер В. Конэбл (Barber B. Conable)         | липень 1986 — серпень 1991          |
| Льюїс Т. Престон (Lewis T. Preston)          | вересень 1991 — травень 1995        |
| Джеймс Д. Вулфенсон (James David Wolfensohn) | червень 1995 — травень 2005         |
| Пол Вулфовіц (Paul Wolfowitz)                | червень 2005 — липень 2007          |
| Роберт Зеллік (Robert Zoellick)              | червень 2007 — липень 2012          |
| Джим Йонг Кім (Jim Yong Kim)                 | липень 2012 — лютий 2019            |
| Девід Мелпасс                                | квітень 2019 — до теперішнього часу |

## Цілі та завдання
Зараз, відповідно до Декларації тисячоліття, Світовий банк зосередив свою діяльність на досягнення цілей розвитку тисячоліття. У перехідний період до третього тисячоліття під егідою ООН були сформульовані вісім цілей, на досягнення яких повинні бути спрямовані зусилля міжнародних організацій. Цілі розвитку тисячоліття повинні бути досягнуті до 2015 року і включають в себе наступні:
- ліквідація бідності і голоду;
- забезпечення загальної початкової освіти;
- заохочення рівності чоловіків і жінок та розширення прав і можливостей жінок;
- скорочення дитячої смертності;
- поліпшення охорони материнства;
- боротьба з ВІЛ/СНІДом, малярією та іншими захворюваннями;
- забезпечення сталого розвитку довкілля;
- формування глобального партнерства в цілях розвитку.

Вирішуючи глобальні завдання розвитку людства, Світовий банк, використовуючи механізм надання кредитів МБРР, кредитує країни з середнім рівнем доходу за процентними ставками, відповідними рівню ринку для цих країн. Інша фінансова організація Світового банку МАР кредитує країни з низьким рівнем доходу за мінімальними відсотковими ставками або без відсотків.

## Членство
Співвласниками Світового банку є 187 країн-членів, інтереси яких представляють Рада керуючих і Рада директорів, що перебуває у Вашингтоні. Країни-члени є акціонерами Світового банку, що мають право приймати остаточне рішення.
Умовою членства в Світовому банку є членство в Міжнародному валютному фонді, тобто кожна країна-член МБРР повинна спершу стати членом Міжнародного валютного фонду. Тільки ті країни, які є членами МБРР, можуть бути членами інших організацій, що входять до Групи Світового банку.
Відповідно до Статуту Міжнародного банку реконструкції та розвитку кожна країна має певну квоту в статутному капіталі, пропорційно квоті розподіляються голоси при прийнятті рішень. Станом на 2006 р. голоси розподілялися наступним чином:
| Країна          | Доля, % |
| --------------- | ------- |
| США             | 16,39   |
| Японія          | 7,86    |
| Німеччина       | 4,49    |
| Франція         | 4,30    |
| Велика Британія | 4,30    |
| Китай           | 2,78    |
| Індія           | 2,78    |
| Італія          | 2,78    |

| Країна            | Доля, % |
| ----------------- | ------- |
| Канада            | 2,78    |
| Росія             | 2,78    |
| Саудівська Аравія | 2,78    |
| Нідерланди        | 2,21    |
| Бразилія          | 2,07    |
| Бельгія           | 1,81    |
| Іспанія           | 1,75    |
| Швейцарія         | 1,66    |

| Країна      | Доля,% |
| ----------- | ------ |
| Австралія   | 1,53   |
| Іран        | 1,48   |
| Венесуела   | 1,27   |
| Мексика     | 1,18   |
| Аргентина   | 1,12   |
| Решта країн | 29,90  |
| Всього      | 100,00 |

## Цілі
Однією з цілей Світового банку є заохочення інвестування країн-членів в інші країни, особливо в ті, що розвиваються. Проте соціально-політична нестабільність в деяких регіонах робить інвестування там ризикованим. Щоб убезпечити своїх учасників від фінансових втрат, Світовий банк формує в 1988 р. організацію, яка б гарантувала відшкодування можливих втрат від некомерційних ризиків, — Багатосторонню агенцію з гарантій інвестицій. З проблемами інвестування пов'язано утворення в 1966 р. Міжнародного центру з урегулювання інвестиційних суперечок. Таким чином, сформувалася група Світового банку із п'яти організацій.
Попри певну різницю у функціях, всі організації Світового банку тісно зв'язані, перш за все, єдністю цілей: сприяння стабільному економічному зростанню країн-членів, допомога в реконструкції господарства країн, що розвиваються, заохочення розвитку приватного сектора, заохочення іноземного інвестування.
Група єдина й організаційно: практично всі структури підпорядковані єдиному керівникові — Президенту Світового банку, мають спільну адміністративну систему. Водночас за функціями інститути Світового банку мають специфічні розбіжності.
Банк використовує свої фінансові ресурси, висококваліфікований персонал і велику базу знань для надання допомоги кожній із країн, що розвиваються, у процесі забезпечення стабільного, стійкого розвитку, заснованого на принципах соціальної справедливості. Основна увага приділяється наданню допомоги найбіднішим групам населення й найбідніших країн, однак всім своїм клієнтам Банк указує на необхідність вживання наступних заходів:
- інвестування в розвиток людських ресурсів, зокрема шляхом удосконалювання систем охорони здоров'я й утворення;
- концентрація зусиль на соціальному розвитку, залученні широких верств населення до розв'язання проблем розвитку, удосконалюванні методів керування й нарощуванні інституціонального потенціалу як основних факторах зниження рівня бідності;
- зміцнення здатності урядів надавати якісні послуги, забезпечення ефективності й прозорості їхньої діяльності;
- охорона довкілля;
- підтримка й стимулювання розвитку приватного підприємництва;
- підтримка реформ, спрямованих на макроекономічну стабілізацію, що забезпечує умови для інвестицій і довгострокового планування.

Видаючи кредити, проводячи консультації з питань економічної політики й надаючи технічну допомогу, Світовий банк сприяє реалізації в країнах широкого кола програм, метою яких є скорочення бідності й підвищення рівня життя населення в країнах, що розвиваються.
Завданням глобальної боротьби з бідністю є надання людям в усьому світі шансу поліпшити своє життя й життя своїх дітей. За період життя останнього покоління для скорочення рівня бідності й підвищення рівня життя людей було зроблено більше, ніж за який-небудь інший період в історії. У країнах, що розвиваються:
- середня тривалість життя збільшилася з 55 до 65 років;
- число грамотних серед дорослого населення подвоїлося;
- загальна кількість дітей, що навчаються в початковій школі, зросла з 411 до 681 мільйона;
- дитяча смертність знизилася на 50 відсотків.

Попри досягнуті успіхи, дуже багато чого ще має бути зробити для рішення завдань розвитку. З 4,7 мільярда людей, що живуть в 100 країнах, що є клієнтами Світового банку:
- 3 мільярди живуть менш ніж на 2 долари США в день, а 1,2 мільярда — менш ніж на 1 долар у день;
- майже 3 мільйони дітей у країнах, що розвиваються, щорічно вмирають від хвороб, які можна попередити за допомогою вакцинації;
- 113 мільйонів дітей не відвідують школу;
- 1,5 мільярда людей не мають доступу до чистої питної води.

Найважливішими коштами рішення вартих перед Банком завдань є ефективні стратегії скорочення бідності й кредитування на меті боротьби з бідністю. Найпріоритетнішими завданнями, установлюваними в рамках здійснюваних Банком програм, є забезпечення стійкого соціального розвитку, розвиток людського потенціалу й підвищення ефективності керування економікою, причому усе більше уваги приділяється залученню різних верств населення до рішення завдань розвитку, удосконалюванню керування й інституціональному будівництву.
Банк також надає допомогу країнам у зміцненні й підтримці основних умов, які необхідні для залучення приватних інвестицій і підтримки їх на належному рівні. Опираючись на сприяння Банку у вигляді кредитування й консультацій, уряду проводять всебічне реформування економіки своїх країн і зміцнюють банківську систему. Вони інвестують кошти в розвиток людських ресурсів, в інфраструктуру й охорону довкілля, що підсилює привабливість країни для приватних інвесторів і підвищує ефективність капіталовкладень.
У 2001 фінансовому році надання допомоги Банком країнам, що розвиваються, здійснювалося по наступних напрямках: Прискорене полегшення тягаря заборгованості. Відповідно до розширеної Ініціативи відносно бідних країн з високим рівнем заборгованості (ХИПК), у 2001 фінансовому році був досягнутий значний прогрес у розширенні масштабів і прискоренні темпів полегшення тягаря заборгованості ряду найбідніших країн світу, багато з яких розташовані на африканському континенті. На 30 червня 2002 року в рамках цієї ініціативи була скорочена заборгованість 26 країн, і очікується, що згодом тягар заборгованості буде полегшено на загальну суму, складову 41 млрд дол. США. Завдяки скороченню боргового тягаря в рамках Ініціативи ХИПК (у сполученні із традиційними видами скорочення заборгованості) загальний обсяг боргу в 26 країнах зменшиться на дві третини, збільшаться видатки на соціальні потреби й скоротяться видатки на обслуговування боргу.
Допомога в боротьбі з ВІЛ/СНІДом. Епідемія ВІЛ/Сніда становить найбільшу небезпеку для країн Африки до півдня від Сахари. У вересні 2000 року Банк разом з партнерами приступився до реалізації Багатокраїнної програми боротьби з ВІЛ/Снідом (МШС) для Африки — першої програми такого роду. Програма МШС передбачає швидке й гнучке фінансування розроблених країнами конкретних проєктів боротьби з ВІЛ/СНІД на умовах Міжнародної асоціації розвитку — установи Банку, що надає кредити на пільгових умовах. 
Багатобічна підтримка програм скорочення бідності. У Доповіді Банку про світовий розвиток за 2000/2001 рік основними умовами скорочення бідності у всіх її проявах були названі розширення прав і можливостей і підвищення захищеності населення. У цьому зв'язку, наданий Банком обсяг кредитування на боротьбу з інфекційними захворюваннями досяг 608 млн дол. США, що вдвічі перевищує середньорічні обсяги кредитування за останні чотири роки. Надавана Банком допомога в галузі освіти направляється в першу чергу на забезпечення доступності, високої якості й рівних можливостей у його одержанні. Діяльність Банку по забезпеченню більше чистого й здорового навколишнього середовища зажадала проведення по усьому світі великих консультацій для збору інформації, необхідної для розробки екологічної стратегії. Швидко, що розвивається напрямком, діяльності Банку є надання допомоги країнам в області вдосконалювання законодавства й судової системи, причому діяльність Банку крім реформування конкретних аспектів законодавства в цей час охоплює правове утворення населення, реалізацію програм боротьби з корупцією в судових органах, створення механізмів дозволу споровши з використанням місцевих традицій і правову допомогу незаможним жінкам.
Підвищення ефективності діяльності в області розвитку. За останні п'ять років число проєктів у портфелі Банку, реалізація яких, як вважається, під загрозою зриву, було скорочено вдвічі й у цей час перебуває на найнижчій за багато років оцінці. Значно підвищилася також якість оцінки проєктів і нагляду і їхнім виконанням; аналогічна тенденція спостерігається й відносно послуг, не пов'язаних із кредитуванням.

## Співробітництво Світового банку та України
До Світового Банку Україна вступила в 1992 році (водночас із вступом до МВФ); вона є членом всіх його структур — МБРР, МФК, МАР і БАГІ. Серед міжнародних кредитно-фінансових організацій Міжнародний банк реконструкції та розвитку є другим, після МВФ, кредитором України; його частка становить 32,8 % всіх позичок. При цьому спостерігається тенденція зростання частки кредитів МБРР за рахунок зменшення частки МВФ.
За цільовим призначенням кредити МБРР поділяються на 4 групи: інституційні; реабілітаційні; на розвиток певної галузі економіки; на структурну перебудову галузей економіки.
Інституційні кредити спрямовані на реформи та розвиток державного управляння фінансами, економікою. Реабілітаційна позика має інвестиційний характер. Кошти, що надходять від Світового Банку, на відміну від коштів МВФ, використовуються більш різноманітно. Вони спрямовані не тільки на погашення дефіциту бюджету й платіжного балансу, але й на реалізацію довгострокових інвестиційних проєктів, підтримку українських підприємств, страхування імпорту.
Позики Світового Банку для України вигідніші, ніж позики з інших джерел, оскільки умови надання ним кредиту сприятливіші. За класифікацією СБ Україна належить до III категорії країн (рівень доходів нижче середнього), тому термін погашення кредитів продовжується до 20 років з пільговим періодом 5 років. Відсотки за кредит сплачуються за плаваючою ставкою і становлять близько 6,5 % річних.
За рахунок Світового Банку в Україні реалізується 16 проєктів на загальну суму 2895 млн доларів та 15 млн євро. Розподіл фінансування за окремими проєктами такий:
- реабілітаційна позика (500 млн дол.);
- інституційна позика (27 млн дол.);
- проєкт реабілітації гідроенергетики (114 млн дол.);
- проєкт із розробки насінництва (32 млн дол.);
- експериментальний проєкт у вугільній галузі (16 млн дол.);
- проєкт розвитку підприємств (310 млн дол.);
- проєкт структурної перебудови вугільної галузі (300 млн дол.);
- проєкт «Морський старт» (100 млн дол.);
- проєкт структурної перебудови сільського господарства (300 млн дол.);
- проєкт розвитку підприємств, II етап (300 млн дол.);
- проєкт розвитку експорту (60 млн дол. та 15 млн марок);
- проєкт розвитку ринку електроенергії (317 млн дол.);
- проєкт підтримки соціального захисту (2,6 млн дол);
- проєкт структурної перебудови фінансового сектора (300 млн дол);
- проєкт реабілітації та розширення теплопостачання м. Києва (200 млн дол.);
- розвиток системи казначейства (16,4 млн дол.).

Проєкт реабілітаційної позики вже реалізовано. Вона була спрямована на фінансування дефіциту, дозволила здійснити заходи по макроекономічній стабілізації, створенню конкурентного середовища на ринку товарів та послуг.
Позики Світового Банку надаються у кілька траншів; кожний наступний надається при виконанні певних умов. Представником позичальника виступає Міністерство фінансів України.
У структурі позик СБ значне місце посідають позики на структурну перебудову й розвиток паливно-енергетичної галузі. Зокрема, 300 млн дол. виділяється на реструктуризацію вугільної промисловості. Проєкт передбачає закриття нерентабельних шахт та переобладнання перспективних. Кредит на цей проєкт виділяється двома траншами по 150 млн дол. кожний. Перший транш одержано наприкінці 1996 року, кошти другого — в 1999 році.
Проєкт реструктуризації сільського господарства передбачає запровадження ринкових відносин в агропромисловому комплексі, зокрема, впорядкування користування землею. Кредит на це, також двома траншами, вже одержано в 1996 і 1998 роках.
Кошти на розвиток підприємств надаються в два етапи. На першому етапі 310 млн доларів пішли на підтримку масової приватизації підприємств. Завдання другого етапу — реформування економіки України, що передбачає прискорення процесу приватизації, створення прозорого ринку цінних паперів, упровадження міжнародних стандартів бухгалтерського обліку підприємств.
Позика на перебудову фінансового сектора передбачає забезпечення відповідності української банківської системи світовим стандартам та її зміцнення.
Затверджено ще два проєти вартістю по 200 млн дол., що будуть кредитуватись Світовим Банком: Проєкт реформування державного управління і Проєкт реформування державних ресурсів.
Але все ж таки пріоритетним напрямком співробітництва України зі Світовим Банком стає одержання коштів на інвестиційні проєкти, що надасть нашій країні відчутнішого імпульсу для розвитку економіки.

## Критика
Діяльність Світового Банку протягом тривалого часу критикується різними неурядовими організаціями, науковцями, серед яких чільне місце займає нобелівський лауреат з економіки і колишній головний економіст Світового банку Джозеф Стігліц.
Зокрема Дж. Стігліц назвав помилковою економічну політику, розроблену МВФ, Світовим Банком та економістами в американському уряді. На його думку, якщо б цієї політики слідували самі США, значного економічного зростання не відбулося б. Він також вказав на те, що Росія слідувала рекомендаціям і зазнала падіння реальних доходів населення, а Китай не прийняв їх і переживає економічний підйом.
Аналіз розвитку світової економіки показує, що програми Світового Банку в тому вигляді, як він їх формулював, не забезпечували стійкого і справедливого розвитку економіки. У зв'язку з цим почав наростати тиск на Банк з боку різноманітних громадських організацій. Неурядові організації на національному та міжнародному рівні стали домагатися відкритого і демократичного розгляду рішень, альтернативних політиці Світового Банку.
У 2001 році Комісія Конгресу США провела оцінку результатів діяльності міжнародних фінансових організацій і прийшла до висновку, що 60 % проєктів Світового Банку завершилися невдало. Світовий Банк покликаний боротися з бідністю, але за останні п'ять років лише 1% кредитів отримали «бідні» держави. За цей час рівень бідності у світі дещо знизився, проте це не можна пояснюватись лише діяльністю Світового Банку. Успіхів досягли держави, які практично не отримували фінансової допомоги Світового Банку. У тих країнах, що отримали основні пакети допомоги, не тільки не було успіхів у боротьбі з бідністю, але ситуація в них навіть погіршилася.
Дослідницький інститут The Heritage Foundation проаналізував, який вплив справили на найбідніші країни кредити Світового Банку. За період з 1980 по 2003 роки його кредити та гранти отримали 105 «бідних» держав. В результаті, в 39-ти країнах валовий внутрішній продукт зменшився, в 17-ти — зростання ВВП було мінімальним (від нуля до 1%), в 33-х — помірним (1-4%). Лише 12 одержувачів допомоги змогли істотно збільшити темпи економічного розвитку. Ще критична ситуація склалася в Африці. Тут гроші Світового Банку отримали 48 держав, лише три з них успішно розвивалися, у 23-х був відзначений економічний спад.